# Nohchán
Nohchán es una localidad del estado de Yucatán, México, comisaría del municipio de Seyé.

## Toponimia
El nombre (Nohchán) proviene del idioma maya.

## Localización
Nohchán se encuentra aproximadamente en el 16.2 kilómetros de Seyé.

## Importancia histórica
Tuvo su esplendor durante la época del auge henequenero y emitió fichas de hacienda las cuales por su diseño son de interés para los numismáticos. Dichas fichas acreditan la hacienda como propiedad de unos hermanos de apellido Casares en 1889.

## Demografía
Según el censo de 2005 realizado por el INEGI, la población de la localidad era de 0 habitantes.
| 165                         | 334 | 166 | 212 | 174 | 162 | 167 | 177 | 29 | ? | ? | 0 | 0 |
| (Fuente: INEGI [Consultar]) |     |     |     |     |     |     |     |    |   |   |   |   |

## Galería

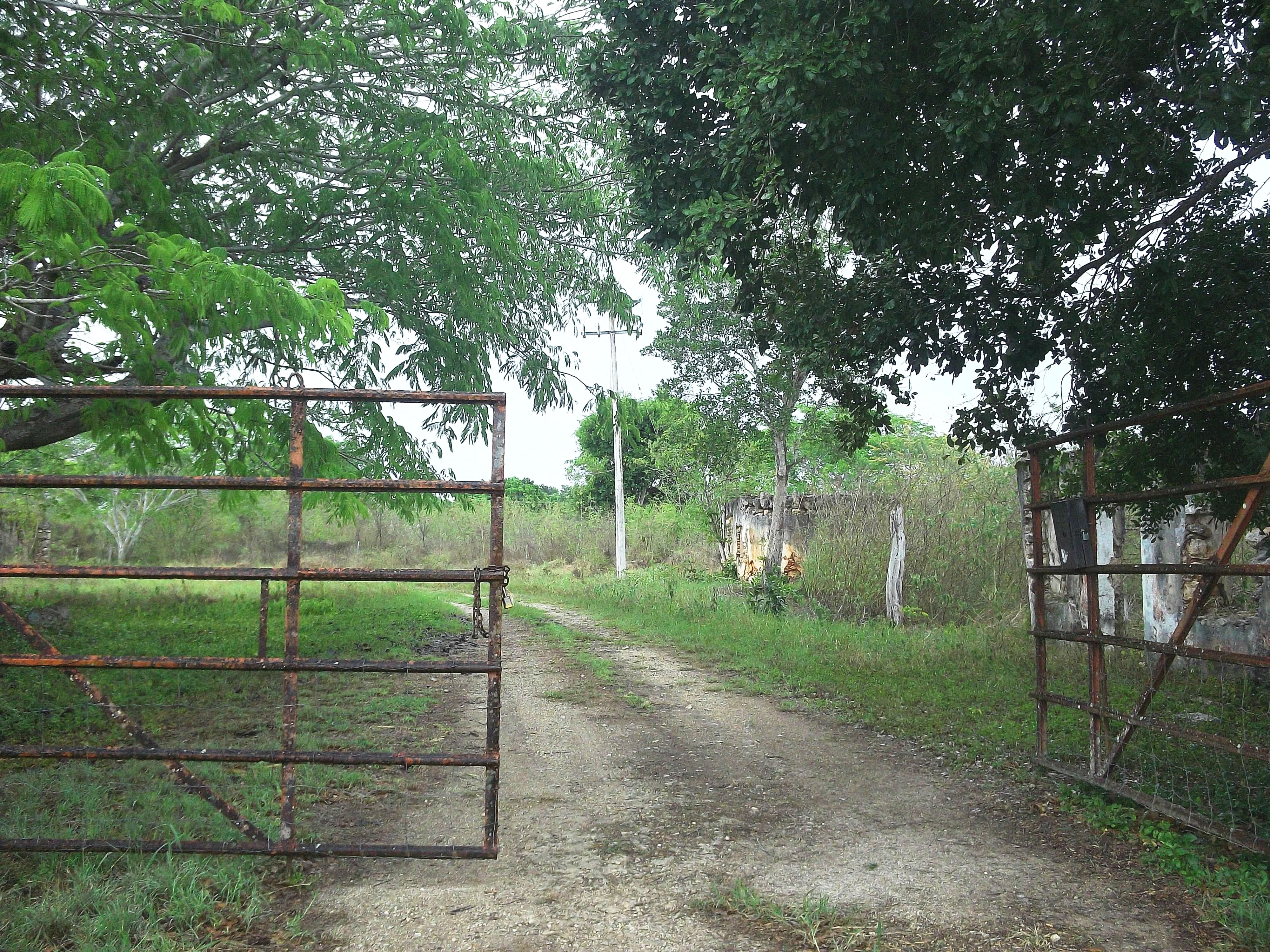
Entrada a la hacienda Nohchán.
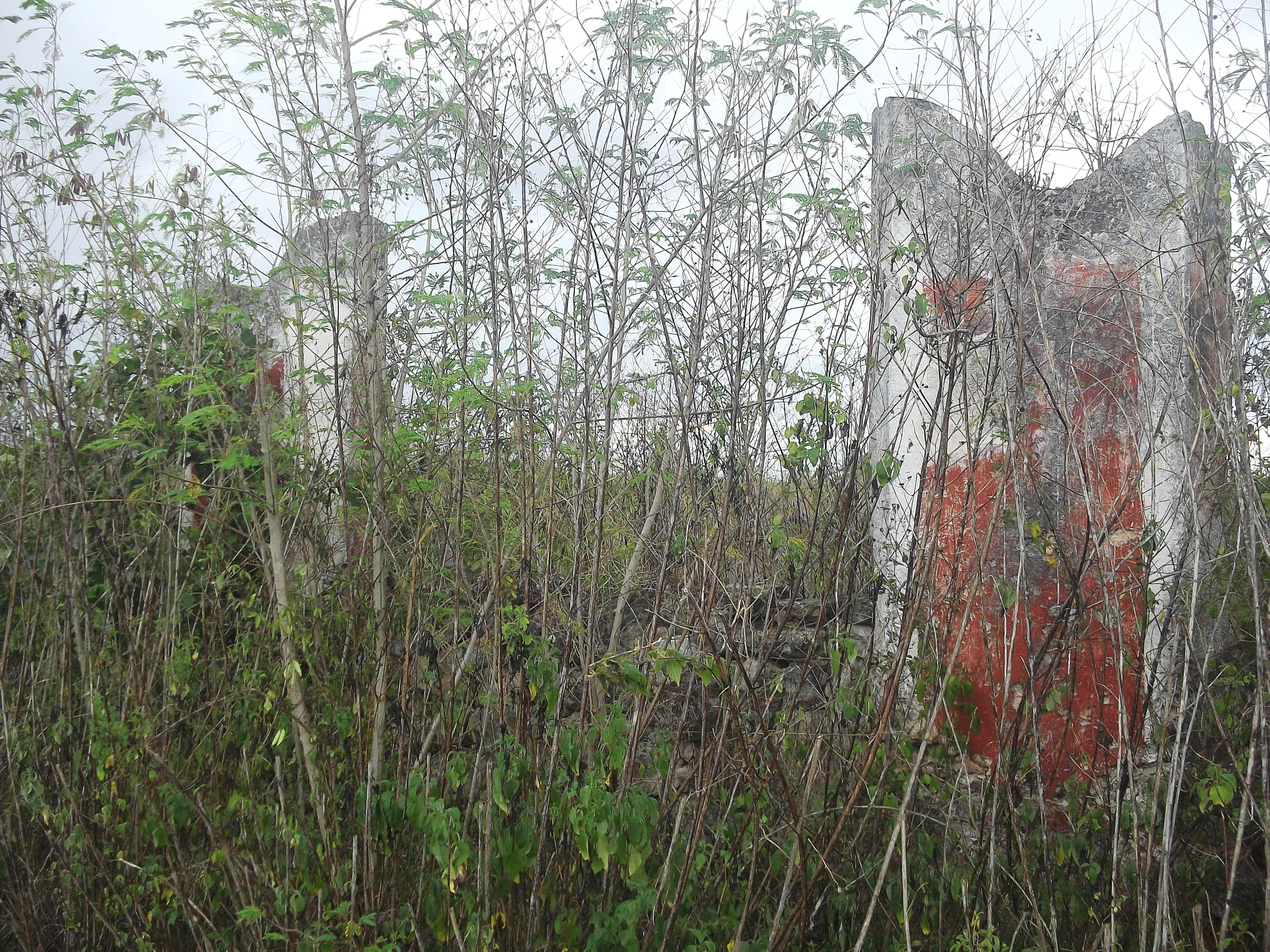
Terrenos de la hacienda Nohchán.
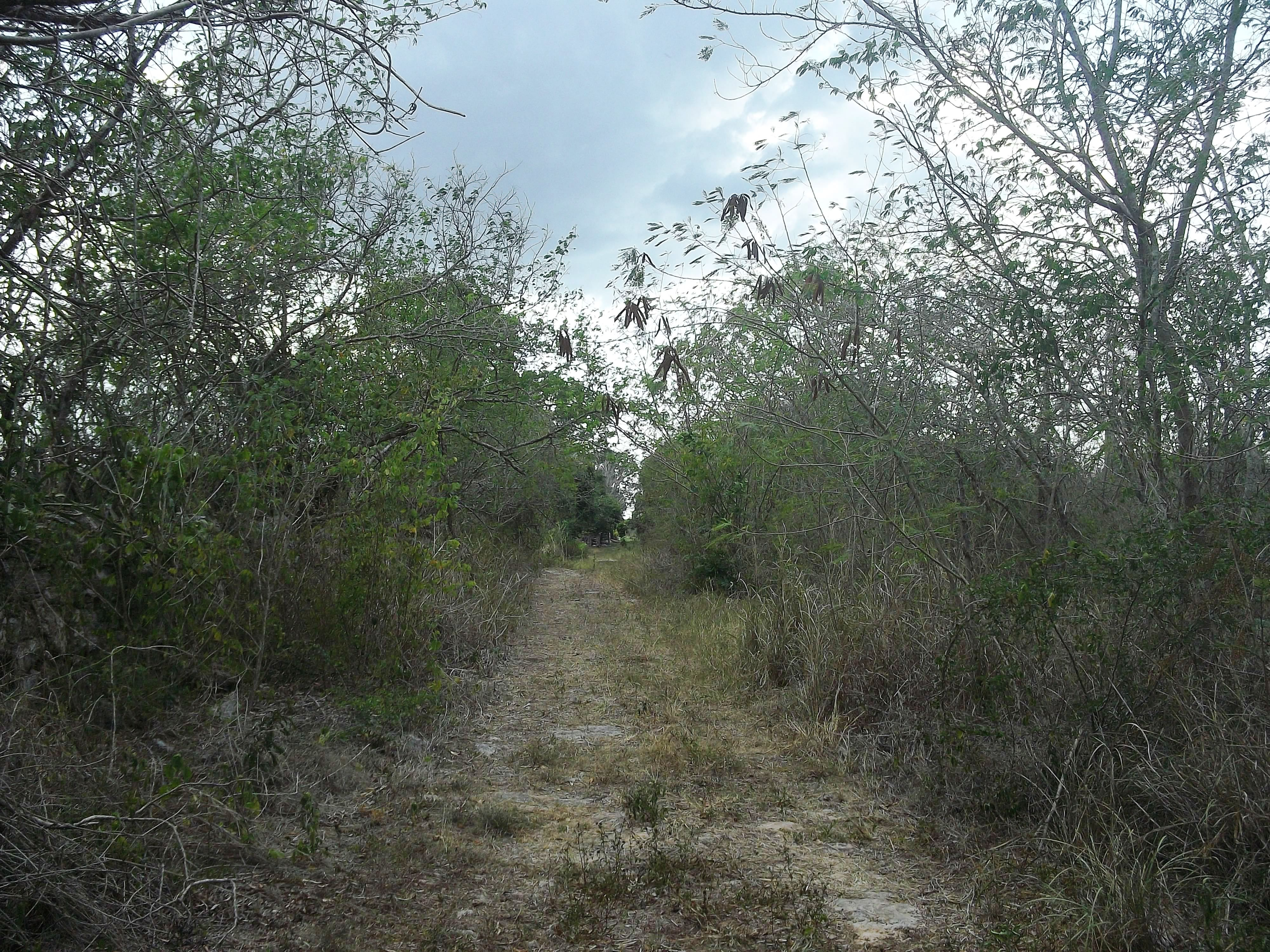
Hacienda Nohchán.
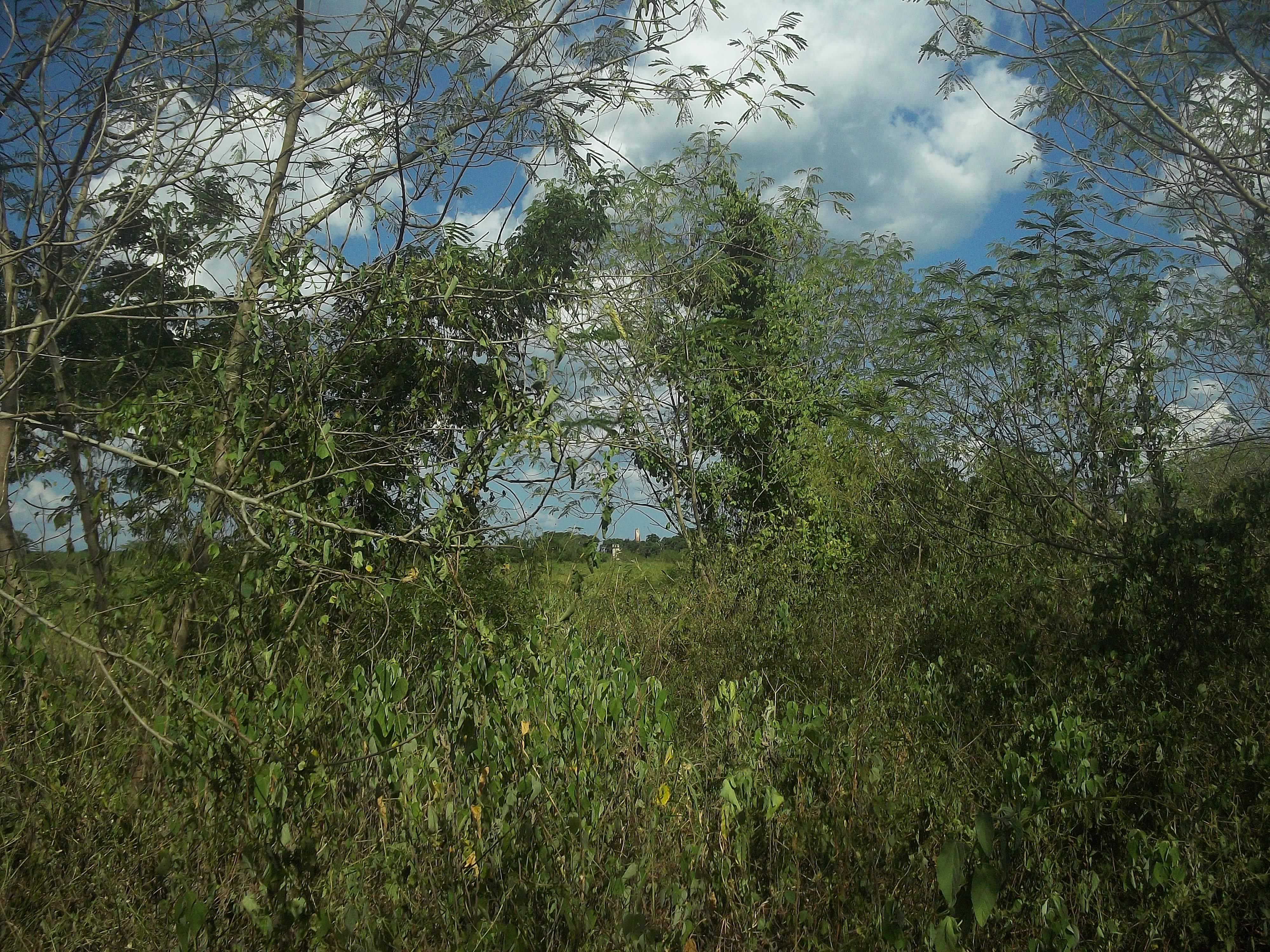
Hacienda Nohchán.
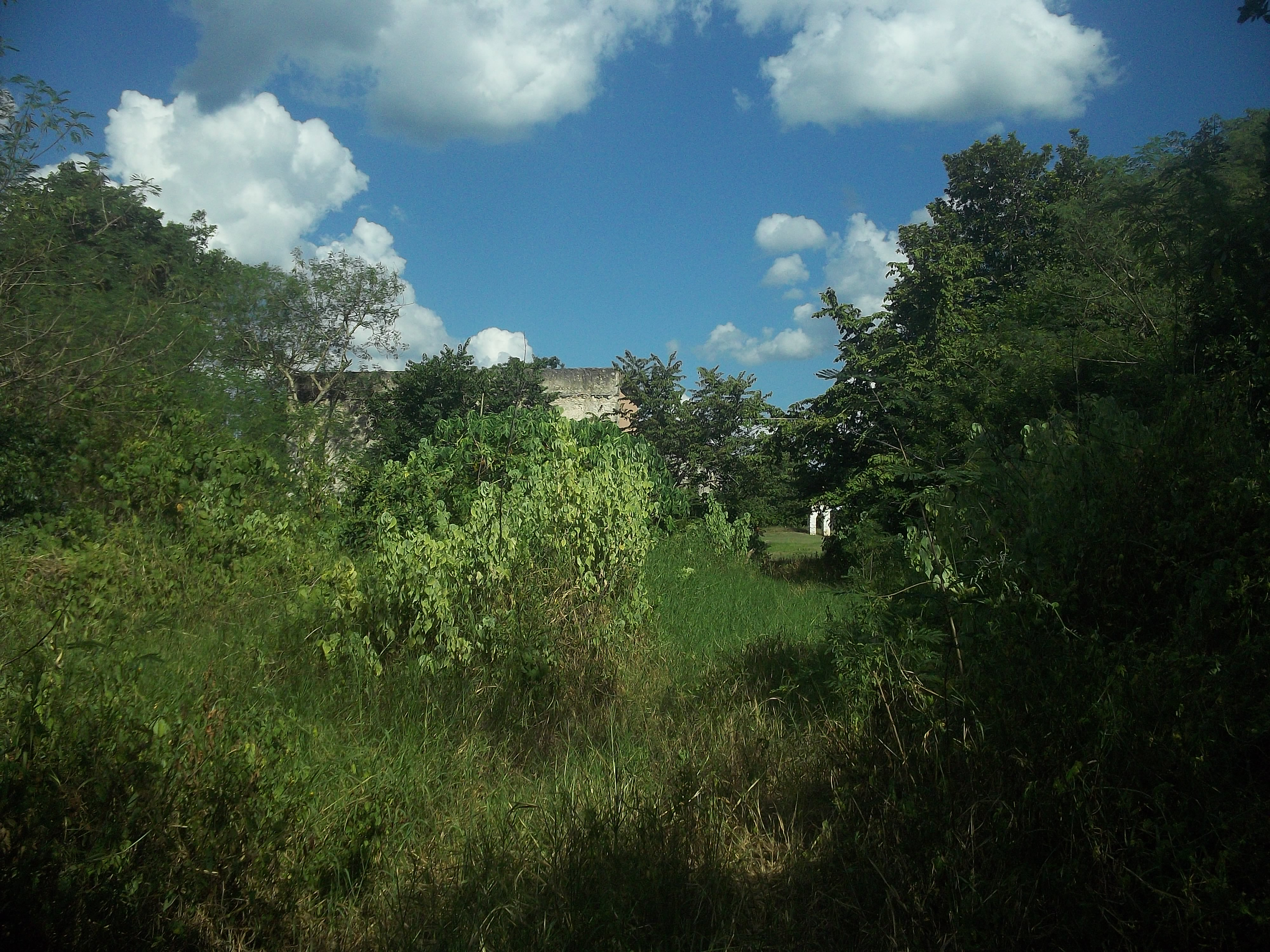
Hacienda Nohchán.
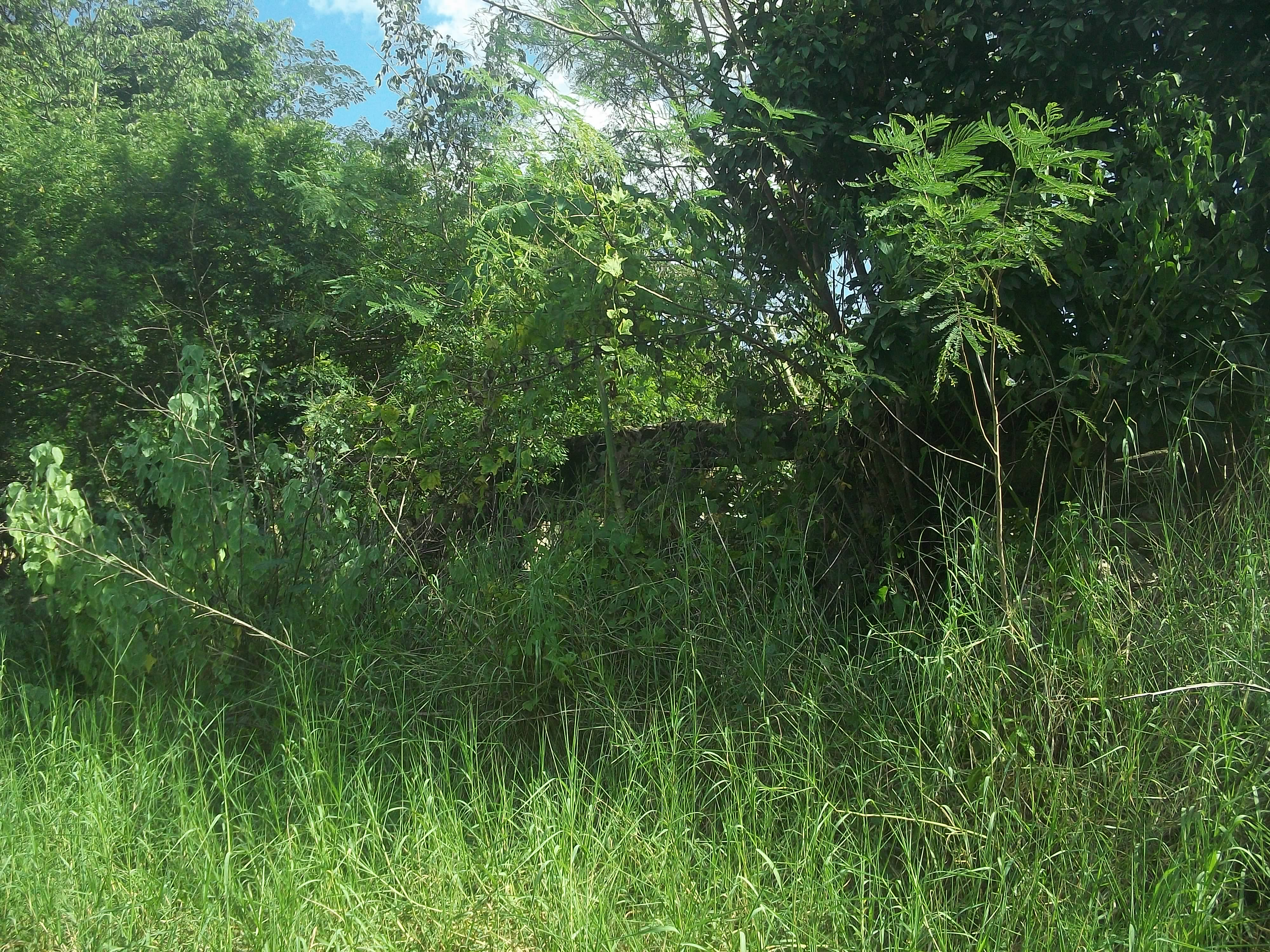
Hacienda Nohchán.
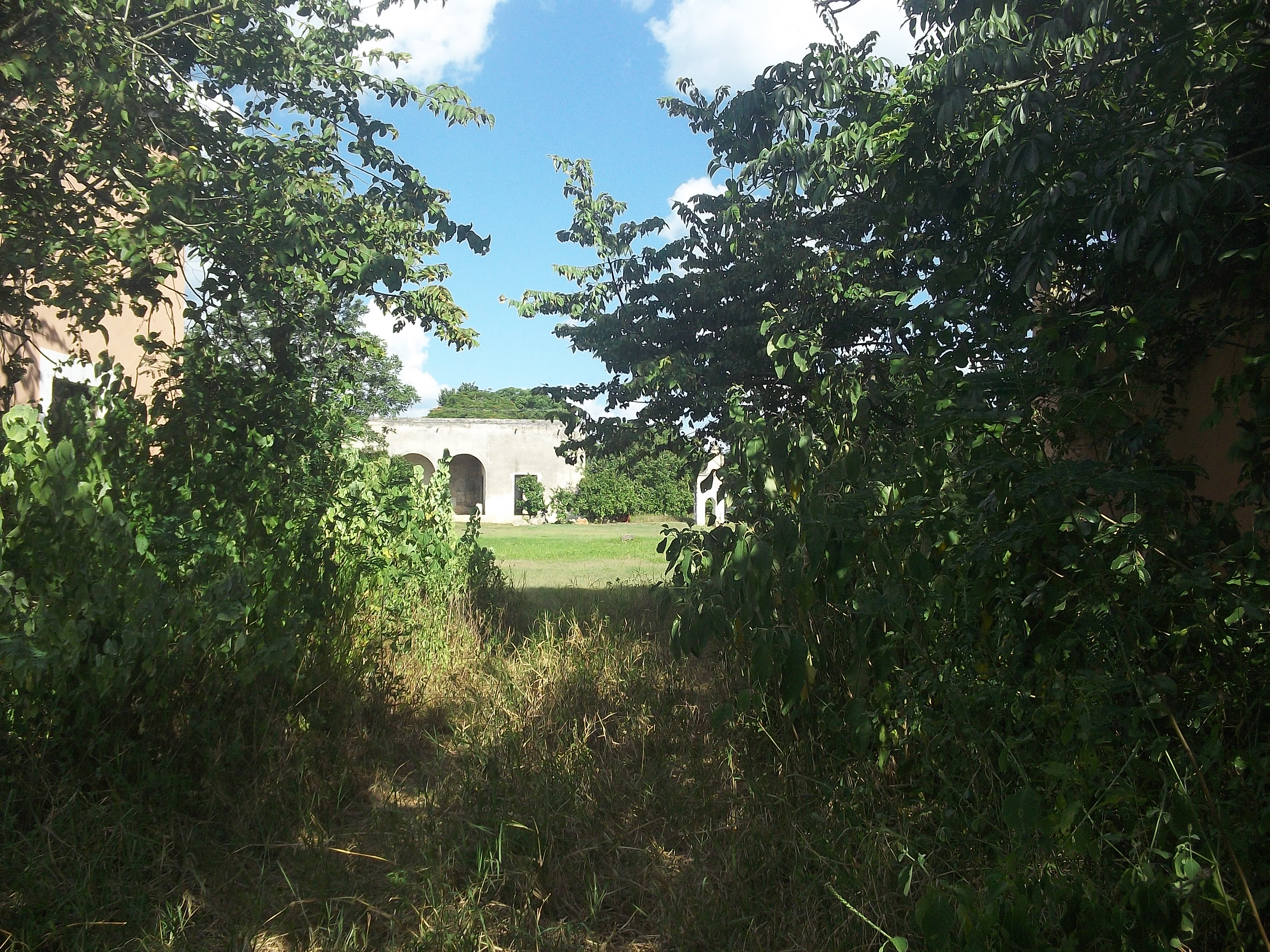
Hacienda Nohchán.
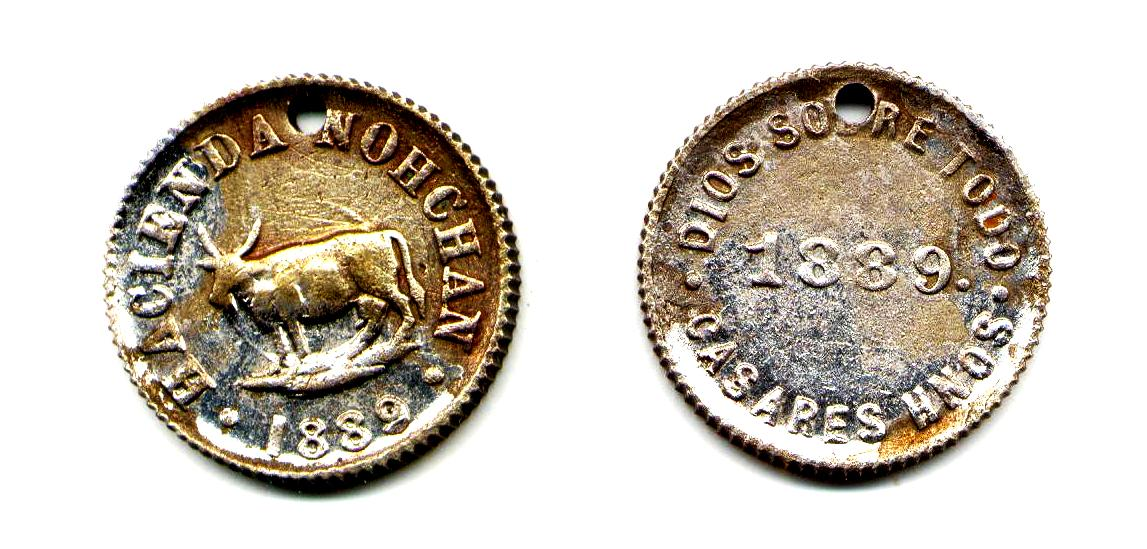
Ficha de la hacienda Nohchán.